# Stephanie Hildburg

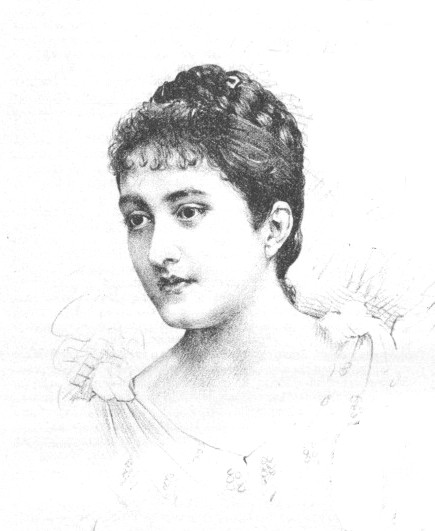
Stephanie Hildburg (1890)

Stephanie Hildburg, eigentlich Stephanie Marx (* 1862 in Graz, Österreich; † 1942), war eine österreichische Schauspielerin.

## Leben
Stephanie Hildburg war die Tochter des Schriftstellers Friedrich Marx. Erzogen als Höhere Tochter begann sie bereits als Jugendliche anlässlich privater Feiern bei kleinen Aufführungen mitzuwirken. 1886 verlebte sie zusammen mit ihrer Familie die Sommerfrische in Tirol. Dabei lernte sie den Theaterdirektor Ignaz Czernits kennen und konnte ihm als „Clärchen“ eine Szene aus Goethes Egmont vorsprechen.
Czernitz war begeistert und engagierte Hildburg sofort für einen Gastauftritt. Bereits am 14. Dezember desselben Jahres konnte sie als „Jeanne d’Arc“ am Innsbrucker Theater erfolgreich debütieren. Durch Czernitz’ Vermittlung erhielt Hildburg ab dieser Zeit auch Schauspielunterricht von der Hofschauspielerin Louisabeth Röckel. Ab dieser Zeit benutzte sie auch das Pseudonym „Hildburg“ und führte es zeit ihres Lebens.
Mit Wirkung vom 1. Oktober 1887 wurde Hildburg offiziell Mitglied des Innsbrucker Ensembles. Im Sommer 1888 kam sie am Deutschen Theater in Brünn unter Vertrag und bereits ein Jahr später holte sie der Verband vereinigter Stadttheater nach Hamburg. Zwischen 1896 und 1897 war sie am Deutschen Landestheater in Prag zu sehen. Ab Herbst 1897 spielte sie am königlichen Hoftheater in Hannover und als Mitglied dieses Ensembles hatte sie einen vielbeachteten Gastauftritt in Berlin; anlässlich der Centenar-Feier Kaiser Wilhelms I. trat sie im königlichen Schauspielhaus auf.
Nach dem Ersten Weltkrieg konnte Hildburg nicht mehr an ihre früheren Erfolge anknüpfen und zog sich bald darauf endgültig von der Bühne zurück.

## Rollen (Auswahl)
- Jeanne d’Arc – Die Jungfrau von Orléans (Friedrich Schiller)
- Clärchen – Egmont (Johann Wolfgang von Goethe)
- Louise  – Kabale und Liebe (Friedrich Schiller)
- Gertrud – Graf Waldemar (Gustav Freytag)
- Rutland – Graf Essex (Heinrich Laube)
- Gretchen – Faust. Eine Tragödie (Johann Wolfgang von Goethe)
- Thekla – Wallenstein (Friedrich Schiller)
- Ophelia – Hamlet (William Shakespeare)
- Kriemhild – Die Nibelungen (Christian Friedrich Hebbel)
- Claire – Die Hüttenbesitzer (Georges Ohnet)
- Maria Stuart – Maria Stuart (Friedrich Schiller)
- Hero – Viel Lärm um nichts (William Shakespeare)